# Bodzewko Pierwsze
Bodzewko Pierwsze – wieś w Polsce położona w województwie wielkopolskim, w powiecie gostyńskim, w gminie Piaski.
W okresie Wielkiego Księstwa Poznańskiego (1815-1848) miejscowość wzmiankowana jako Bodzewko należała do wsi większych w ówczesnym pruskim powiecie Kröben (krobskim) w rejencji poznańskiej. Bodzewko należało do okręgu gostyńskiego tego powiatu i stanowiło część majątku Głogówko, którego właścicielem był wówczas (1846) Kaulfus. Według spisu urzędowego z 1837 roku wieś liczyła 200 mieszkańców, którzy zamieszkiwali 21 dymów (domostw).
W latach 1975–1998 miejscowość położona była w województwie leszczyńskim.
Zobacz też: Bodzewko Drugie, Bodzewo, Bodzew